# しもべえ
『しもべえ』は、村田ひろゆきによる日本の漫画作品。
『週刊ヤングマガジン』（講談社）にて、2019年31号と32号に掲載された後、『月刊ヤングマガジン』（同）にて2019年8号から11号まで掲載された。平凡な女子高生と謎のおじさんの奮闘を描いた作品。
2022年1月期にNHK総合にてテレビドラマ化された。

## あらすじ
かつての幼なじみ・辰馬が転校してきたことで、幼い頃の夢だった医師を目指すことになった女子高生・ユリナ。今の彼女の成績では現実的でないが、そこへ現れた謎のおじさん・しもべえと共に夢へ挑むうちに、平凡だった彼女の人生が一変する。

## 登場人物
鴨志田ユリナ（かもしだ ユリナ）
17歳。明るく、のんきな女子高生。
鴨志田康子（かもしだ やすこ）
ユリナの母。
佐々木辰馬（ささき たつま）
転校生。ユリナとは幼なじみ。
亜紀（あき）
ユリナの友人。
多田（ただ）
ユリナの友人。
しもべえ
謎のおじさん。

## 書誌情報
- 村田ひろゆき『しもべえ』講談社〈ヤンマガKCスペシャル〉、2020年1月6日発売[2]、ISBN 978-4-06-518211-6

## テレビドラマ
2022年1月7日から3月25日までNHK総合の「ドラマ10」枠で放送された。主演は安田顕。全8回。
同年9月25日から11月13日まで、本編に新撮のシーンを加えた『しもべえ 特別版』（しもべえ とくべつばん）がNHK BSプレミアム・NHK BS4Kの「プレミアムドラマ」枠にて放送された。本編の10年後を舞台に、主人公・しもべえの誕生秘話を描いていく。

### キャスト

#### 主要人物
しもべえ
演 - 安田顕
ユリナがアプリをダウンロードしたことをきっかけに現れた中年男性。1日ごとの回数制限はあるがユリナに呼び出されると、スーパーマンのように怪力で、目にも止まらぬ速さで動き、ユリナを助ける。ユリナを見守ったり、悪事をしようとすると注意する父親のような存在。ひとことも話さず、顔や手で表現する。
料理が上手で、ユリナの父（=康子の夫）の料理と同じ味がしたため、このことを康子が尋問するも答えなかった。
次第にしもべえの様子がおかしくなり、ユリナの前からも姿を消すことが多くなっていた。その後、ユリナが入院している実父・尾形善人のもとを訪ねた時、尾形の言葉としもべえの行動が一致していたため、しもべえが尾形の分身であることがわかった。そして、しもべえがユリナを救うたびに、尾形は命を削り、病状は悪化していたことが分かった。
ユリナが浦玉大学入試の当日、足を怪我した時には、会場の大学までユリナを背負って運び、「生まれてきてくれてありがとう」と初めて口を開き、姿を消し、尾形は亡くなった。
鴨志田ユリナ（かもしだ ユリナ）〈17〉
演 - 白石聖（幼少期：寺田藍月（第1話・第5話））
浦玉高校の高校3年生。明るくて、のんき。事ある毎にしもべえに助けられる。成績は悪いがしもべえのおかげで留年を回避する。辰馬らに触発されて、医学部を目指し、浦玉大学医学部に合格。辰馬に好意を寄せていた。
佐々木辰馬（ささき たつま）
演 - 金子大地（幼少期：山田暖絆（第1話・第5話））
ユリナの同級生。ユリナとは幼なじみだったが、引っ越していた。その後、ユリナの高校に転校してくるが、再会したユリナを覚えていないふりをした。成績優秀で、医学部を目指す。ユリナと和泉の二股でつきあっていたが、和泉とは以前父親間で対立があったことを知り、破談した。働けない父親に代わって工事現場で働いていた。
北島亜紀（きたじま あき）
演 - 矢作穂香
ユリナの親友。
多田礼央（ただ れお）
演 - 内藤秀一郎
ユリナの同級生。当初は亜紀から好かれていた。ユリナを見下しており、「話しかけてやったのに冷たくされた」と逆恨みし、ユリナのカンニングを工作するも、しもべえによって暴かれる。
その後、不登校となるが、しもべえに弟子入りして空手の特訓を受ける。
沢村和泉（さわむら いずみ）
演 - 池間夏海
ユリナたちの後輩。辰馬に好意を寄せ、ユリナを妬む。
佐々木和馬（ささき かずま）
演 - 長谷川朝晴（大学生時代：林裕太）
辰馬の父。元医師。明正大学附属病院に勤務し、「ガンの名医」として知られていたが、教授の川島に患者を死亡させた責任を全うするよう求めると、逆に和馬が誤診により患者を死亡させたと嘘の情報を流され、附属病院を退職する。その後はニートになっていた。しもべえやユリナとの出会いもあって、医者として復帰することを決意するも、川島の圧力により、就職できずにいた。川島に謝ろうとするも、晴彦らに阻止され、佐々木が患者を死亡させた情報が嘘だと明らかになった。
鴨志田康子（かもしだ やすこ）
演 - 矢田亜希子
ユリナの母親。シングルマザー。元婚約者でユリナの父である尾形善人とは、尾形の金銭トラブルが原因となって、尾形側から別れていた。ユリナには父は死んだと嘘を伝えていた。
黒岩慎吾
演 - 福澤重文
ユリナの担任教師。10年後には教頭に就任している。

#### ユリナの同級生
広瀬明里
演 - 岡田菜々美
藤尾レイ
演 - アンナ
天野光雄
演 - しおつかけいいちろう
日向菜子
演 - 新井紗彩
沼田
演 - 大橋直樹
谷田部翼
演 - 坂口雄斗
遠野沙良
演 - 白井琥珀
辻里穂
演 - 森脇梨々夏
長谷川学
演 - 清川誠史郎
瀬戸口奈美
演 - 橋本乃依
新見由衣
演 - 林和佳奈
沖俊平
演 - 平山洸大
その他同級生
演 - 黒田和将、鈴木彩希、小室有紀、今井光風、長谷川ひより
生徒会
長岡大翔
演 - 勢司瑞季
生徒会長。亜紀の元彼。
春香
演 - 夏目朱里
桐島
演 - 淡梨

#### ゲスト

##### 第1話
ユリナのバイト先の上司
演 - 氏家恵

##### 第2話
森宮秀一（もりみや しゅういち）
演 - おばたのお兄さん
自称・大学受験のカリスマ。受検セミナーで講師を行う。その後、個別指導代としてユリナに100万円の支払いを要求し、ユリナたちを監禁するが、しもべえがユリナたちを救う。

##### 第3話
多田幹雄（ただ みきお）
演 - 成松修
礼央の父親。高校に残ることを許した。また、経営する会社にリストラされた康子を受け入れている。
多田紀子（ただ きこ）
演 - 宮澤美保
礼央の母親。
野口一郎（のぐち いちろう）
演 - 菟田高城
康子の上司。妻子がいる身でありながら、康子にリストラと引き換えに体の関係をもつよう要求するが、しもべえ達が部屋に乱入し、失敗に終わる。

##### 第4話
インタビュアー
演 - 神谷恵美里

##### 第5話
沢村晴彦（さわむら はるひこ）
演 - 前川泰之（第6話） （大学生時代：新山航希（第6話））
和泉の父親。明正大学病院に勤める医師で、和馬とは医大生の時からの親友で同僚だったが、出世のために、川島の指示で和馬が患者を死なせたと嘘の情報をリークした。その後、和泉やユリナの説得を受け、和馬が川島に謝ろうとすると川島に非を認めさせようとするも、川島は拒否。川島から「クビにする」と言われるも、しもべえによって川島に非が明らかになった。
川島恭三（かわしま きょうぞう）
演 - 佐戸井けん太（第6話）
明正大学教授。部下の和馬から患者を死なせた責任を追及されると、和馬の嘘の情報をリークしたり、カルテを書き換え、責任を和馬に押し付けた。その後、講演会前の控え室で晴彦や和馬にパワーハラスメントをしている様子がしもべえが設置したカメラに盗撮され、講演会会場のスクリーンに映されてしまい、川島の悪事がばれてしまった。
オクトパス原田（オクトパスはらだ）
演 - 本多力（写真）
たこ焼き名人。
（役名不明）
演 - 吉成浩一
誤診によって死亡した伊藤純一の友人。執刀医が川島だということを知っているが、川島との裏取引でそのことを明かさなかった。

##### 第6話
菊池明日香（きくち あすか）
演 - 堀未央奈（第8話・特別版）
明正大学病院の入院患者。潜入したしもべえに和馬と晴彦に関する情報を伝える。
10年後には佐々木辰馬の患者になっており、記者としてしもべえの関係者を調べている。
森山
演 - 林和義
森山総合病院の院長。自身の病院に和馬を採用しようとするが、川島に圧力をかけられ、邪魔される。
店主
演 - 原田文明
和馬と晴彦が医大生時代にアルバイトをしていた定食屋の店主。
山形次郎
演 - 隈部洋平
警備員。
（役名不明）
演 - 比佐廉

##### 第7話
尾形善人（おがた よしと）
演 - 山崎樹範（第8話）
ユリナの父。元調理師。康子とは婚約をし、ユリナを授かっていたが、連帯保証人として借金の返済を追われたために、迷惑を掛けてはいけないという思いから、ある日手紙を残して姿を消していた。その後は一人で暮らしていたが、末期の膵臓癌で西浦総合病院に入院した。
娘のユリナに対しては、しもべえが分身となって、命を削って、見守り、救っていた。病室で見舞いに訪れたユリナ・康子と再会。しもべえが大学入試会場までユリナを運び、尾形は亡くなった。
早乙女
演 - 樋井明日香（第8話）
西浦総合病院の看護師。尾形善人を担当する。
岩崎春樹
演 - 前原滉（第8話）
尾形善人のアパートの隣人。尾形が西浦総合病院に入院していることをユリナに教える。
特別編で尾形善人の為に「しもべえ」アプリを開発したことが明かされる。

##### 第8話
藤島
演 - 田中壮太郎
西浦総合病院の医師。尾形善人の主治医。

##### 特別版
山形次郎
演 - 隈部洋平
菊池明日香が働く雑誌「週刊トレンドパンチ」の編集長。10年前は警備員だった。
多田の娘
演 - 磯村アメリ（特別版 第3話・第4話・第8話）

### スタッフ
- ナレーション - 緒方賢一[46]
- 原作 - 村田ひろゆき『しもべえ』（講談社『月刊ヤングマガジン』）
- 脚本 - 荒木哉仁、遠山絵梨香
- 演出 - 山内大典、紙谷楓
- 音楽 - 大友良英
- 撮影 - 伊藤清一
- 美術 - 吉田敬
- 照明 - 磯部大和
- 編集 - 安部華子
- 音声 - 荒生瞳
- 音響効果 - 泉清二
- 映像技術 - 小野寺慎一
- VFX - 豊直康
- 撮影協力 - 狛江市、市川市、多摩市、稲城市、福生市
- 制作統括 - 谷口卓敬（NHK）、小林宙（共同テレビジョン）
- 制作著作 - NHK、共同テレビジョン

### 放送日程

#### しもべえ
| 話数   | 放送日  | サブタイトル                                  | 脚本       | 演出     | 視聴率 |
| ------ | ------- | --------------------------------------------- | ---------- | -------- | ------ |
| 第1話  | 1月07日 | こんな青春ドラマが今まであったでしょうか。    | 荒木哉仁   | 山内大典 |        |
| 第2話  | 1月14日 | さらに面白くなりました。今夜は戦いだ!         | 荒木哉仁   | 山内大典 |        |
| 第3話  | 1月21日 | いまシャワー中なんですけど! なぜ空手対決?     | 荒木哉仁   | 山内大典 |        |
| 第4話  | 1月28日 | もはや説明不可能な青春ドラマ。見るしかない!   | 遠山絵梨香 | 紙谷楓   |        |
| 第5話  | 2月25日 | 学園祭だ!! 出演者も変なテンション最高潮!      | 遠山絵梨香 | 紙谷楓   |        |
| 第6話  | 3月18日 | シリアス医療ドラマになりそうですがご心配なくw | 遠山絵梨香 | 山内大典 |        |
| 第7話  | 3月25日 | 最終章! しもべえは何者なのか?（今言うな）     | 荒木哉仁   | 紙谷楓   |        |
| 最終話 | 3月25日 | ユリナと一緒に春を迎えましょう! 最終回!       | 荒木哉仁   | 山内大典 |        |

- 2月4日・11日・18日は「2022年北京オリンピック」の中継やハイライト、3月4日は「2022年北京パラリンピック開会式」の中継、3月11日はNHKスペシャル「被災の海　未来をどう築くか」を放送したため、休止となった。オリンピック期間中の分は、代わりとして、2月21日の23時36分 - 2月22日2時38分（途中中断あり）に『ミッドナイトチャンネル・NHKのイッキ見!!』枠で第1話 - 4話のキャッチアップ放送が実施された[48]。
- 第7話と第8話は2話連続放送[49]（第7話を通常の22時00分 - 22時44分に放送したのち、第8話を22時44分 - 23時28分に放送）。

#### しもべえ 特別版
| 話数  | 放送日   | サブタイトル                        | 脚本       | 演出     |
| ----- | -------- | ----------------------------------- | ---------- | -------- |
| 第1話 | 09月25日 | 青春ドラマ超変化球! 誰も打てない!   | 荒木哉仁   | 山内大典 |
| 第2話 | 10月02日 | 今週も妙なドラマですがご覧下さい!   | 荒木哉仁   |          |
| 第3話 | 10月09日 | シャワー室に先に入る者が勝利する。  | 荒木哉仁   |          |
| 第4話 | 10月16日 | アナコンダと切ない恋の物語ですよ!   | 遠山絵梨香 |          |
| 第5話 | 10月23日 | 学園祭だ! 奇跡は校庭の片隅で起こる! | 遠山絵梨香 |          |
| 第6話 | 10月30日 | 病院に潜入なんてやめなよ、しもべえ! | 遠山絵梨香 |          |
| 第7話 | 11月06日 | ドラマの中はクリスマス!（波乱あり） | 荒木哉仁   |          |
| 第8話 | 11月13日 | 特別版も最終回! ラストは必見ですよ! | 荒木哉仁   |          |

| NHK総合テレビジョン ドラマ10                | NHK総合テレビジョン ドラマ10                                | NHK総合テレビジョン ドラマ10                                                                          |
| 前番組                                      | 番組名                                                      | 次番組                                                                                                |
| ------------------------------------------- | ----------------------------------------------------------- | --- |
| 群青領域 （2021年10月15日 - 12月24日）      | しもべえ （2022年1月7日 - 3月25日） - ※ここまで金曜日に放送 | 正直不動産 （2022年4月5日 - 6月7日） - ※ここから火曜日に放送                                          |
| NHK総合テレビジョン 金曜 22:00 - 22:45枠    |                                                             | |
| 群青領域                                    | しもべえ 【ここまで『ドラマ10』枠】                         | アナザーストーリーズ 運命の分岐点 （2022年4月 - ） - ※不定期で『プロフェッショナル 仕事の流儀』も放送 |
| NHK BSプレミアム・NHK BS4K プレミアムドラマ |                                                             | |
| 風よ あらしよ （2022年9月4日 - 9月18日）    | しもべえ 特別版 （2022年9月25日 - 11月13日）                | 八日目の蝉 （2022年11月20日 - 12月25日）                                                              |